# Frescobaldi (Software)
Frescobaldi ist ein freier, plattformübergreifender Editor zum Bearbeiten von LilyPond-Dateien. Der Editor wurde nach Girolamo Frescobaldi, einem italienischen Komponisten und Organisten des Frühbarocks, benannt.
Das Ziel der Entwickler war, einen leistungsstarken, aber dennoch leicht und einfach zu bedienenden Editor bereitzustellen. Frescobaldi ist freie Software und unter der GNU General Public License frei verfügbar. Es wurde entwickelt, um auf allen gängigen Betriebssystemen (Windows, macOS und Linux) zu laufen.
Frescobaldi ist in Python geschrieben und verwendet PyQt5 für seine Benutzerschnittstelle.

## Funktionsumfang
Auf der Bedienoberfläche stehen folgende Funktionen zur Verfügung:
- Syntaxhervorhebung und Autovervollständigung
- Musikansicht mit Point-and-Click
- MIDI-Wiedergabe zum Korrektur-Hören der von LilyPond generierten MIDI-Dateien
- Partitur-Wizard zum einfachen Vorkonfigurieren der Musik-Partitur
- Schnipsel-Manager
- Umgang mit multiplen LilyPond-Versionen und automatische Benutzung der korrekten Version
- Eingebauter LilyPond Dokumentation-Browser
- Benutzeroberfläche mit änderbaren Farben, Schriftarten und Tastenkürzel

An Musik-Funktionen werden angeboten:
- Musik transponieren
- Musik von der relativen zur absoluten Notation umwandeln und umgekehrt
- Sprache der Tonbezeichnungen ändern
- Rhythmus kopieren und ändern
- Worttrennung des Liedtextes anhand eines eingebauten Worttrennung-Wörterbuchs
- Schnelles Einfügen von Artikulationszeichen, Dynamik, Strecker, Taktstrichen
- Aktualisieren der LilyPond-Syntax mit convert-ly

## Auszeichnungen
- Im April 2009 gewann Frescobaldi die „HotPicks“-Auszeichnung der Zeitschrift Linux Format.[4]
- In derselben Zeitschrift kam das Programm im Mai 2009 in die Liste „100 open source gems“ unter der Rubrik TuxRadar.[5]